# غراهام كار
غراهام كار (بالإنجليزية: Graham Carr)‏ (25 أكتوبر 1944 في المملكة المتحدة - ) هو مدرب كرة قدم ولاعب كرة قدم بريطاني في مركز الوسط. لعب مع تونبريدج أنغلز ونادي نورثامبتون تاون ونادي يورك سيتي ونادي دارتفورد ونادي ألترينتشام ونادي تلفورد يونايتد ونادي ويموث ونادي بول تاون ونادي برادفورد بارك أفنيو.

## وصلات خارجية
- غراهام كار على موقع قاعدة بيانات كرة القدم.إي يو (الإنجليزية)
- غراهام كار على موقع عالم كرة القدم.نت (الإنجليزية)